# 알리도시가

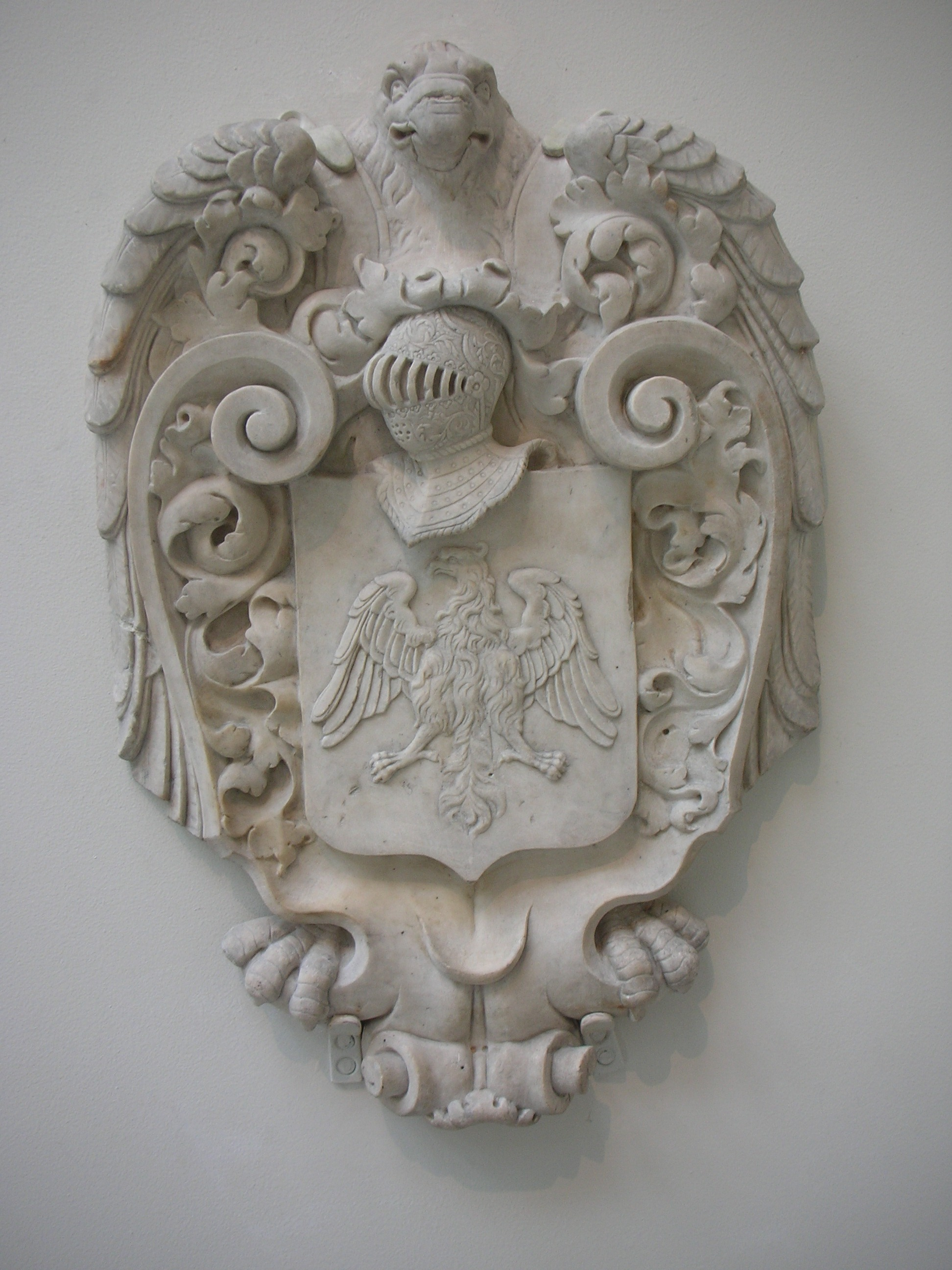
이탈리아의 체세나에 있는 옛 알리도시 궁전의 알리도시 가문 문장. 런던 빅토리아 앨버트 박물관 소장.

알리도시(Alidosi) 또는 알도도시(Alodosi) 가문은 후기 중세 시대 동안 이몰라의 시뇨리아로 집권했던 로마냐의 귀족 가문이다. 이들 가문은 산테르노 강 출신이였다. 1424년에 필리포 마리아 비스콘티에 의해서 전 재산이 몰수된 뒤 로마냐의 아펜니노산맥에 위치한 교외지역인 카스텔델리오로 밀려났으며, 1638년 교황 우르바노 8세에 의해 그곳에서도 쫓겨난다.
또다른 중요 가문 출신원은 교황 율리오 2세의 친구였던 프란체스코 알리도시(1455년–1511년) 추기경이 있다.

## 이몰라의 알리도시 가문 통치자
- 로베르토 알리도시 (986년-1001년)
- 우골리노 알리도시 (1029년–1032년)
- 리카르도 알리도시 (1032년–1046년)
- 라니에리 알리도시 (1046년–1054년)
- 리포 1세 알리도시 (1278년–1288년)
- 알리도시오 알리도시 (1290년–1293년과 1302년–1311년)
- 리포 2세 알리도시 (1334년–1350년)
- 로베르토 알리도시 (1350년–1362년)
- 아초 알리도시 (1362년–1363년과 1365년–1372년)
- 베르탄도 알리도시 (1372년–1391년)
- 루이지 알리도시 (1391년–1424년)
- 리포 알리도시(Lippo Alidosi) (1391년-1396년 관련)